# الرابطة الأمريكية لألعاب القوى للأقزام
الرابطة الأمريكية لألعاب القوى للأقزام (DAAA) هي منظمة رياضية أمريكية ترعى وتنظم الأحداث الرياضية للأشخاص المصابين بالتقزم.

## تاريخ
تأسست في عام 1985، الغرض من رابطة ألعاب القوى للأقزام في أمريكا هو تطوير وتشجيع وتزويد الرياضيين الصغار بألعاب رياضية هواة منظمة وعالية الجودة في بيئة داعمة. ترى رابطة ألعاب القوى للأقزام في أمريكا أن هناك نقصًا في الفرص الرياضية للأشخاص الصغار في أمريكا وتتطلع إلى ملء هذا الفراغ وتوفير بيئة تكافئ الرياضيين الأقزام من خلال أخذ إمكاناتهم على محمل الجد ومنحهم فرصة واقعية للنجاح من خلال العمل الجاد والتفاني. وتعتقد جمعية الرياضيين القزميين الأمريكية أيضًا أن "حلم تكريم أمريكا في المنافسة الدولية يجب أن يكون حقيقيًا بالنسبة للرياضي القزم كما هو الحال بالنسبة لأي رياضي آخر في البلاد".

## مهمة
وفقًا لموقعها الإلكتروني، فإن مهمة رابطة ألعاب القوى للأقزام في أمريكا هي: "تشجيع الأشخاص المصابين بالتقزم على المشاركة في الألعاب الرياضية بغض النظر عن مستوى مهاراتهم". كما تهدف أيضًا إلى مساعدة الأقزام على تحقيق إمكاناتهم الحقيقية في الحياة.

## الرياضة والأهلية
تنظم رابطة ألعاب القوى للأقزام في أمريكا وتروج لألعاب القوى القزمة في مجموعة متنوعة من الألعاب الرياضية لمجموعة متنوعة من الأعمار. كما يقومون برعاية العيادات وفعاليات التطوير في جميع أنحاء الولايات المتحدة.

### قائمة الرياضات للهواة
يضم اتحاد رابطة ألعاب القوى للأقزام في أمريكا رياضيين يتنافسون في الرياضات التالية:
- ألعاب القوى
- تنس الريشة
- كرة السلة
- بوكيا
- كرة القدم
- كرة القدم
- سباحة
- كرة الطاولة
- رفع الأثقال
- الكرة الطائرة
- إطلاق نار
- الرماية

### الأهلية
نظرًا للطبيعة الطبية للقزامة، فإن رابطة ألعاب القوى للأقزام في أمريكا لديها متطلبات معينة يجب استيفاؤها للأهلية. تتضمن هذه المتطلبات (على سبيل المثال لا الحصر):
- عادةً ما يكون الأقزام غير المتناسبين (عادةً المصابين بخلل التنسج الغضروفي والذين يقل طولهم عن (أو يساوي) خمسة أقدام) والأقزام المتناسبين الذين يقل طولهم عن أربعة أقدام وعشر بوصات مؤهلين للمنافسة.[5]
- يجب على جميع المشاركين استيفاء تصريح طبي خاص وتقديم نموذج الإفراج الطبي الحالي (باستثناء المشاركين في لعبة البوشيا).[4]
- يجب على جميع الرياضيين أيضًا التوقيع على " إخلاء المسؤولية وإخلاء المسؤولية والدعاية" من أجل المشاركة.[4]

## الأحداث
بالإضافة إلى تطوير الرياضيين الأقزام من الشباب والبالغين، تنظم رابطة ألعاب القوى للأقزام في أمريكا أيضًا عددًا من الفعاليات المحلية والإقليمية والوطنية لتعزيز المنافسة الصحية بين الأشخاص الصغار الآخرين.

### الألعاب الوطنية للأقزام
الألعاب الوطنية للأقزام هي مسابقة سنوية للهواة تنظمها رابطة ألعاب القوى للأقزام في أمريكا (والمنظمات المحلية) وهي مفتوحة فقط للأشخاص الصغار. يتم تقسيم الرياضيين على أساس تصنيفات العمر والجنس والقدرة الوظيفية. هناك أيضًا فعاليات للأعمار من 8 إلى 15 عامًا، ولكن الهدف منها هو التأكيد على تحقيق أفضل إنجاز شخصي. كما يمكن للشباب الذين تبلغ أعمارهم سبع سنوات أو أقل المشاركة في برامج خاصة (غير تنافسية) حيث يفوز الجميع. في عام 2007، أقيمت الألعاب الوطنية للأقزام في سياتل، واشنطن، بالتزامن مع مؤتمر صغار أمريكا لعام 2007.

### ألعاب الأقزام العالمية
ألعاب القزم العالمية هي مسابقة دولية (تشبه الألعاب البارالمبية) تسمح للأشخاص الصغار بالتنافس على المستوى الدولي. تقام الألعاب كل أربع سنوات في أماكن مختلفة حول العالم. يتم اختيار الرياضيين الذين أظهروا مهارات رياضية متميزة خلال دورة الألعاب الوطنية للأقزام للمشاركة في دورة الألعاب العالمية للأقزام. 
أقيمت دورة ألعاب الأقزام العالمية لأول مرة في شيكاغو عام 1993 واستضافتها لجنة حملة الكونجرس الديمقراطية.  خلال هذه الألعاب الافتتاحية، تم إنشاء الاتحاد الدولي لألعاب القوى للأقزام (IDAF). ومنذ ذلك الحين، أصبحت ألعاب الأقزام العالمية تقام كل أربع سنوات في مدن مختلفة حول العالم.
| النسخة | السنة | المدينة    | المضيف           | الدول | الرياضيين |
| ------ | ----- | ---------- | ---------------- | ----- | --------- |
| 1      | 1993  | شيكاغو     | United States    | 10    | 165       |
| 2      | 1997  | بيتربورو   | England          | 6     | 83        |
| 3      | 2001  | تورونتو    | Canada           | 8     | 250       |
| 4      | 2005  | باريس      | France           | 14    | 136       |
| 5      | 2009  | بلفاست     | Northern Ireland | 12    | 250       |
| 6      | 2013  | إيس لانسنج | United States    | 16    | 395       |
| 7      | 2017  | (غيلف)     | Canada           |       |           |
| 8      | 2023  | كولونيا    | Germany          |       |           |
| 9      | 2027  |            | Australia        |       |           |

- Event History
- تتكون دورة الألعاب العالمية للأقزام 2013 من حوالي 400 رياضي من 16 دولة في 16 رياضة.
- دورة الألعاب العالمية السابعة للأقزام 2017 - جامعة جيلف، من 5 إلى 12 أغسطس 2017: 7th WORLD DWARF GAMES 2017

## الانتماءات
تحافظ رابطة ألعاب القوى للأقزام في أمريكا على الانتماءات والعلاقات مع المنظمات التالية:
- اللجنة الأولمبية الأمريكية
- الرياضيون الأمريكيون ذوو الإعاقة
- فريق الولايات المتحدة الرياضي للأشخاص ذوي الإعاقة
- الرابطة الدولية لألعاب القوى للأقزام
- صغار أمريكا
- مؤسسة بيلي بارتي
- رابطة رياضة الأقزام في المملكة المتحدة

## في وسائل الإعلام
ظهرت رابطة ألعاب القوى للأقزام في أمريكا في عدد من حلقات المسلسل التلفزيوني الأمريكي الناس الصغار، العالم الكبير على قناة تي إل سي. العرض، الذي يتمحور حول أفراد عائلة رولوف الأقزام، يتضمن عددًا من الحلقات التي شارك فيها أفراد العائلة في الأحداث التي ترعاها رابطة ألعاب القوى للأقزام في أمريكا. يتنافس زاك رولوف في رياضة كرة القدم بانتظام، وفي عام 2006، تنافست إيمي في رياضة البوتشي.

## روابط خارجية
- الموقع الرسمي للرابطة الرياضية للأقزام في أمريكا
- ملف تعريف Mobility International USA على رابطة ألعاب القوى للأقزام في أمريكا
- الموقع الرسمي لألعاب الأقزام العالمية 2009 في بلفاست، أيرلندا الشمالية